# ساتوکو سوئتسونا
ساتوکو سوئتسونا (انگلیسی: Satoko Suetsuna؛ زادهٔ ۳۰ ژانویهٔ ۱۹۸۱) بدمینتون‌باز زن اهل ژاپن است.